# 문종두
문종두(文鐘斗, 1916년 12월 25일 ~ 1987년 8월 29일)는 언론인 출신 정치인이다. 제3·4대 국회의원을 지냈다.

## 약력
- 대구공립상업학교 졸업
- 일본 주오 대학 법과 졸업
- 경상북도 이사관
- 경상북도 교육위원
- 김천시보 사장
- 김천상공회의소 회장
- 경상북도 교육위원
- 김천신문기자단 단장

## 역대 선거 결과
|  | 14.99% |

|  | 21.70% |

|  | 17.32% |

|  | 13.82% |

|  | 0% |